# Estación de Segur de Calafell
Segur de Calafell es una estación ferroviaria situada en el municipio español de Calafell en la provincia de Tarragona, comunidad autónoma de Cataluña. Dispone de servicios de Media Distancia. Forma parte también de la línea R2 Sur de Cercanías Barcelona.

## Situación ferroviaria
La estación se encuentra en el punto kilométrico 624,9 de la línea férrea de ancho ibérico que une Madrid con Barcelona a 7 metros de altitud. El tramo es de vía doble y está electrificado. 

## Historia
Aunque situada en el trazado que une Madrid con Barcelona vía Zaragoza abierto a finales del siglo XIX la estación no fue abierta hasta 1947 dentro del proyecto de Ciudad Jardín. RENFE creada en 1941 fue la encargada de construir el recinto.
Desde el 31 de diciembre de 2004 Renfe Operadora explota la línea mientras que Adif es la titular de las instalaciones ferroviarias.

## La estación
Fruto de su construcción reciente, el edificio para viajeros es de planta baja y disposición lateral a las vías. Posee un diseño sencillo y funcional. Dispone de dos andenes laterales al que acceden dos vías. Los andenes están parcialmente cubiertos con marquesinas. Un paso subterráneo y otro a nivel permite el cruce de vías.
Cuenta con venta de billetes, taquillas, cafetería, aparcamiento y conexión con la red de autobuses urbanos e interurbanos y servicio de taxi.
El 23 de febrero de 2015 se dio comienzo a las obras de construcción de un nuevo paso subterráneo a la altura de la calle Pisuerga. Este nuevo acceso, altamente solicitado por los vecinos, consiste en un paso de 4 M de anchura y 2,5 M de altura con rampa y escaleras de acceso, así como iluminación interior.

## Servicios ferroviarios

### Media Distancia
Gracias a los trenes Regionales Renfe Operadora presta servicios de Media Distancia cuyos destinos principales son Reus, Tarragona, Lérida y Barcelona.
| Línea MD | Trenes   | Origen/Destino   |  | Destino/Origen | Equivalente Rodalies de Catalunya |
| -------- | -------- | ---------------- |  | -------------- | --------------------------------- |
| 35       | Regional | Lérida Tarragona |  | Barcelona      |                                   |
| 35       | Regional | Lérida           |  | Barcelona      |                                   |

### Cercanías
Forma parte de la línea R2 sur de Cercanías Barcelona operada por Renfe Operadora.
| << cabecera                    | < estación | línea | estación > | cabecera >>                   |
| ------------------------------ | ---------- | ----- | ---------- | ----------------------------- |
| Rodalies de Catalunya de Renfe |            |       |            |                               |
| San Vicente de Calders         | Calafell   |       | Cunit      | Barcelona-Estación de Francia |